# القواعد والإشارات في أصول القراءات (كتاب)
القواعد والإشارات في أصول القراءات هو كتاب لأحمد بن عمر بن محمد الحموي الشافعي، المعروف بـ (أحمد بن أبي الرضا). تحدث المؤلف عن مسألة تفضيل بعض القرآن على بعض، ومعنى حديث الأحرف السبعة، وجمع القرآن في عهد عثمان رضي الله عنه، كما تحدث عن اثنين وثلاثين أصلا.

## مؤلف الكتاب
هو: أحمد بن عمر بن محمد الحموي الشافعي، المعروف بـ (أحمد بن أبي الرضا) عاش في حلب، درس العلم الشرعي على شرف الدين بن الخطيب، والتاج السبكي، وكان عالما في مختلف العلوم، منها القراءات والتفسير، قتل بسبب دخوله مع الأمراء في قتالهم على السلطة، سنة (791هـ).

## اسم الكتاب
القواعد في الإشارات في أصول القراءات، وقال في مقدمته: أما بعد، فهذه مقدمة تشتمل على مسائل يفتقر إليها المشتغلون بفن القراءة، جمعتها عن سؤال بعض الإخوان رجاء المغفرة والرضوان، والله حسبي ونعم المستعان.

## أهمية الكتاب
يعد هذا الكتاب من الكتب التي تناولت بعض المقدمات في تاريخ علم القراءات، منها: الأحرف السبعة للقرآن، وما يتعلق بها من مسائل، وذكر حديث الأحرف السبعة، وشرح كلماته، ومحاولة تتبع الأقوال في معنى الأحرف، والتفرقة بين الأحرف والقراءة.

## مواضيع الكتاب
تحدث المؤلف عن مسائل عديدة في كتابه، منها: -
1. تفضيل بعض القرآن على بعض.
2. القول في حديث الأحرف السبعة وأقوال العلماء في معنى الحديث.
3. حكم جواز القراءة بالمعنى.
4. قراءة القرآن بغير العربية.
5. جمع القرآن في عهد عثمان رضي الله عنه، واشتمال مصحف عثمان على الأحرف السبعة.
6. القول في تواتر القراءات العشر.
7. جمع القراءات السبع.
8. عدد المصاحف العثمانية.
9. اشتمال المصاحف العثمانية على الأحرف السبعة.
10. القول فيما خرج عن الأحرف السبعة.
11. الاختلاف بين القراء فيما يحتمله الرسم العثماني.
12. ذكر الذين جمعوا القرآن على عهد النبي صلى الله عليه وسلم.
13. باب الأصول الدائرة في استعمال القراءة، تحدث فيه عن اثنين وثلاثين أصلا من الأصول التي يكثر دورانها في القرآن مما فيه اختلاف بين القراء، من التسمية والمد والقصر والإدغام والإظهار والتشديد والتثقيل والنقل والتحقيق والفتح والإمالة والاختلاس والإشمام ونحو ذلك.[1][4]